# La madre (telenovela)
La madre es una telenovela colombiana, producida por RCN Televisión, idea original de Mónica Agudelo Tenorio. Protagonizada por Margarita Rosa de Francisco quien en esta telenovela da vida a una mujer que debe dedicarse a cuidar sus 5 hijos en uno de los momentos más difíciles de su vida, la separación con su esposo. Cabe destacar que esta fue la primera telenovela producida por RCN Televisión como canal privado.

## Elenco
- Margarita Rosa de Francisco ....  María Luisa Suárez
- Héctor de Malba .... Andrés Bernal
- Alberto Pujol .... Enrique Suárez
- Teresa Gutiérrez .... Lola
- Carlos Benjumea .... Álvaro 'Alvarito' Rodríguez
- Vicky Hernández .... Marta 'Martica'
- Nórida Rodríguez .... Graciela González 'Gegé'
- Nicolás Montero .... Javier Villegas 'El Javi'
- Gregorio Pernía .... Federico Suárez Caicedo
- Andrea López .... Cecilia Suárez Caicedo
- Pedro Rendón .... Francisco 'Pacho' Suárez Caicedo
- Verónica Orozco .... Lucía Suárez Caicedo
- Luis Fernando Ardila .... Don Mauricio
- Alejandro Mora .... Enrique 'Kike' Suárez Caicedo
- Lino Martone .... Miguel
- Carolina Acevedo.... Catalina Bernal
- Ugo Armando .... Father Martín
- Felipe Calero .... Juan Andrés Bernal
- Mario Duarte .... Camilo
- Gonzalo Escobar .... Jaimito
- Adriana Franco .... Ester
- Alcira Gil .... Helena
- Andrea Guzmán .... Juana

- Jimena Hoyos

- Alejandro López
- Alfonso Ortiz .... Saúl
- Claude Pimont .... Armando 'Arman'
- Daniel Rocha .... Father Nepo
- Evelyn Santos ... Raquel
- Pilar Uribe.... Regina
- Margarita Vela .... Adriana
- Tito Ariolfo Aranda Nuñez ... Ramiro
- Lorena Tobar como Beatriz
- Beatriz Roldán como Clemencia
- nestor alfonso rojas - capitan gil
- alberto silgado - teniente villanueva

## Premio Simón Bolívar
- MEJOR ACTRIZ: Margarita Rosa de Francisco
- MEJOR ACTOR REVELACIÓN: Gregorio Pernía

## Versiones
- En el año 2000, TV Azteca lanzó un remake llamado Todo por amor, protagonizada por Angélica Aragón y el primer actor Fernando Luján.
- En el año 2011, Fox Telecolombia realizó un remake para el canal RCN Televisión llamado Retrato de una mujer protagonizado por Katherine Vélez y Patrick Delmas.